# أرمي كوسيلا
ارمي كوسيلا (بالفنلندية: Armi Kuusela)‏ (20 أغسطس 1934)، هي فاعلة خيرية، عارضة فنلندية. سنة 1952، فازت بمسابقة الجمال الوطنية، وذهبت إلى الولايات المتحدة للمشاركة في مسابقة ملكة جمال الكون في أول نسخة لها، لتصبح أول حاملة لقب لها في التاريخ.

## النشأة
والدا كوسلا، آرن أليكساندر كوسيلا (12 سبتمبر 1902، أوسيكاوبونكي – 7 ديسمبر 1969، موهوس) ومارتا إليزابيث كيرو (3 أبريل 1903، كيستيلا – 21 نوفمبر 1963، موهوس) التقيا بعضهما في أونتاريو، كندا، وتزوجا لاحقا هناك. ولد طفلهما الأول في كندا. بعد عدة سنوات في كندا، عادوا إلى فنلندا ليستقروا في موهوس. أنجبت مارتا خمس فتيات وصبي واحد. توفيت أحد الفتيات عندما كانت تبلغ عامين ونصف فقط. وُلدت كوسيلا في 20 أغسطس 1934 ، وكانت رابع أكبر الأطفال.
ذهبت إلى المدرسة الإعدادية في موهوس، وفي عام 1951 بدأت حضور كليات المرآة في بورفو. أحبت أرمي السباحة والتزلج والجمباز. وتقدمت بطلب إلى معهد جامعة هلسنكي للجمباز.

## ملكة جمال الكون
عندما فازت كوسيلا بمسابقة فنلندا وطنية، في 24 مايو 1952، تم منحها علبة شوكولاتة، وسوار ذهبي، وتذكرة عودة برعاية شركة الخطوط الجوية الأمريكية إلى الولايات المتحدة.
في 17 يونيو، استقلت كوسيلا رحلة من هلسنكي إلى لونغ بيتش، كاليفورنيا حيث شاركت في مسابقة ملكة جمال الكون الأولى.
شارك ثلاثون متسابق في المسابقة الأولى من ملكة جمال الكون في عام 1952. وعقدت في 28 يونيو 1952، وفازت بها أرمي حيث كانت تبلغ 17 عاما فقط. في ذلك الوقت كانت تزن 49 كجم (108 رطل)، وكان طولها 1.65 متر (5 قدم 5 بوصة).
مباشرة بعد فوزها كان هناك فيلم فنلندي يحكي قصتها، يدعى "Maailman kaunein tyttö" [أجمل فتاة في العالم] حيث أدت دورها، وأدى تاونو بالو دور جاك كوليمان. من إخراج فيكو إكونين، وكتابة ميكا فالتري.

## بعد المسابقة

### الزواج والعيش في الفيليبين
في 22 فبراير 1953، قامت كوسيلا برحلة حول العالم، وفي ذلك الوقت التقت برجل الأعمال الفلبيني فيرجيليو هيلاريو. بعد أقل من عام، في 4 مايو 1953 تزوجت هيلاريو في طوكيو.
وكانوا قد التقوا في مارس في حفلة رقص في باغويو، العاصمة الصيفية للفلبين، حيث ذهبت كوسيلا إلى البلاد بعد تتويجها للمشاركة في المعرض التجاري الدولي. قضوا شهر العسل في جزر هاواي، وقاما بجولة في الولايات المتحدة ثم أوروبا، قبل أن يستقرا في مانيلا، في الفلبين، ولديهم 5 أطفال.

### حياتها من بعد
توفي هيلاريو بسبب نوبة قلبية في 7 سبتمبر 1975. وتزوجت كوسيلا بالدبلوماسي الأمريكي ألبرت وليامز في 8 يونيو 1978. انتقل الزوجان إلى برشلونة، ثم إلى أزمير، تركيا، قبل أن يستقر في لاهويا، سان دييغو، كاليفورنيا، الولايات المتحدة.
في عام 2012 ، تم منح كوسيلا وسام الوردة البيضاء في فنلندا، برتبة فارس (من الدرجة الأولى).
زارت بلدتها موهوس في أغسطس 2014. وكانت زيارتها اجتماعًا رسميًا مع مدير بلدية المدينة. لا تزال كوسيلا ناشطة في مجتمعها، وتشارك في الجمعيات الخيرية وفي أبحاث السرطان في معهد سانفورد بورنهام للبحوث الطبية.